# 渭南蒲城内府机场
蒲城内府机场是一座位于中国陕西省渭南市蒲城县的通用机场，机场等级为2B。
蒲城内府机场是中国西北地区唯一一作用有机场证书的通用机场。蒲城机场占地3460亩，拥有自有空域，每年仅有数量极少的飞行活动在此进行。
2007年10月27日9时-11时30分，“西北首次大型飞行表演”在陕西省蒲城机场精彩上演，国内外十余种机型、数十架飞机为陕西观众上演精美绝伦的“空中芭蕾”。此次飞行表演是“2007中国通用航空大会”一项重要的公益活动，旨在进行飞机展示和科普教育，观众在现场看到了赛斯纳-172、小鹰-500、运-5、米-8直升机和“巡逻兵”等多种机型以及三角翼与动力伞等其他特种飞行进行低空飞行表演。
2013年，亦有一场“2013年中国国际通用航空大会”在内府机场举办。
蒲城内府机场目前入驻了6家企业，12种机型。